# Lara avara
Lara avara är en skalbaggsart som beskrevs av Leconte 1852. Lara avara ingår i släktet Lara och familjen bäckbaggar.

## Underarter
Arten delas in i följande underarter:
- L. a. avara
- L. a. amplipennis